# Gary Gibson
Gary Gibson (* 1965 in Glasgow) ist ein schottischer Science-Fiction-Autor. Gary Gibson arbeitete als Redakteur, Buchhändler und Grafikdesigner.

## Leben
Gibson begann mit dem Schreiben bereits im Alter von 14 Jahren. Gibson arbeitete nach seinem Studium zunächst für ein kleines Comic-Magazin und wurde im Anschluss Grafik-Designer. Nach seiner Heirat zog Gibson nach Taiwan und zog 2010 wieder zurück nach Glasgow.

## Werk

### Shoal
- Lichtkrieg, 2009, ISBN 3-453-52509-4, Stealing Light, 2007
- Lichtzeit, 2010, ISBN 3-453-52694-5, Nova War, 2009
- Lichtraum, 2011, ISBN 3-453-52847-6, Empire of Light, 2010

### Einzelromane
- Angel Stations, 2004
- Against Gravity, 2005